# Нандзан
Нандзан (яп. 南山, «Южная Гора») — одно из трёх государств, существовавших на Окинаве в XIV — нач. XV вв. Его центром являлся замок Одзато Гусуку. Также известно как Саннан (яп. 山南).

## История
В 1314 году умер Эйдзи, правитель острова Окинава, и трон достался его сыну — Тамагусуку. Но новый правитель не нравился местным вождям, и один из них, Офусато, основал на юге острова новое государство — Нандзан. Ещё один влиятельный вождь — Хандзи основал на севере острова Хокудзан. Таким образом, под властью Тамагусуку осталась лишь центральная часть Окинавы, образовавшая княжество Тюдзан.
Нандзан являлось самым маленьким из княжеств Окинавы и, следовательно, было весьма ограничено в ресурсах. Тем не менее, в нём хорошо была развита торговля, а отлично укреплённый замок в столице препятствовал вражеским нападениям.
В 1372 году Нандзан, как и другие княжества острова, стало данником империи Мин.
В 1416 году княжество Тюдзан покорило Хокудзан. На Окинаве осталось два государства: Нандзан и Тюдзан.
В 1429 году, после смерти князя Таромая, в Нандзане в очередной раз вспыхнула борьба за престол. Воспользавовшись этой возможностью, правитель Тюдзана Сё Хаси, атаковал княжество и захватил его. В результате возникло единое окинавское государство — Рюкю.

## Правители
| Имя на русском | Имя на Кандзи | Годы правления    | Династия        | Примечание                                      |
| -------------- | ------------- | ----------------- | --------------- | ----------------------------------------------- |
| Офусато        | 承察度        | 1337(?) — 1396(?) | Династия Одзато | Вождь Одзато и основатель Надзана               |
| Оэйси          | 汪英紫        | 1388 — 1402       | Династия Одзато | Дядя Офусато                                    |
| Оосо           | 汪応祖        | 1403(?) — 1413    | Династия Одзато | Второй сын Оэйси                                |
| Тафути         | 達勃期        | 1413(?) — 1414(?) | Династия Одзато | Старший сын Оэйси                               |
| Таромай        | 他魯毎        | 1415(?) — 1429    | Династия Одзато | Старший сын Оосо и последний правитель Надзана. |